# Котов, Иван Григорьевич
Иван Григорьевич Котов (7 октября 1925, Дружелюбовка — 19 ноября 2007, Москва) — сапер 60-й отдельной инженерно-саперной бригады, младший сержант — на момент представления к награждению орденом Славы 1-й степени.

## Биография
Родился 7 октября 1925 года в посёлке Дружелюбовка (ныне — в Кировоградской области). Украинец. В 1941 году окончил среднюю школу.
В 1943 году был призван в Красную Армию. С того же года на фронте. Воевал в саперных частях. Член ВКП/КПСС с 1944 года.
24 марта 1944 года во время форсирования реки Южный Буг в районе города Первомайск сапер 103-го отдельного саперного батальона красноармеец Котов переправлял на пароме боеприпасы и бойцов, отбивая контратаки врага, сразил свыше 10 фашистов. Приказом от 11 апреля 1944 года красноармеец Котов Иван Григорьевич награждён орденом Славы 3-й степени.
23- 26 декабря 1944 года младший сержант Котов во главе группы бойцов 60-й инженерно-саперной бригады проник в тыл противника в районе населенного пункта Гарам-Кевешд. Произвел инженерную разведку и собрал ценные данные о живой силе и боевой технике врага. Приказом от 13 февраля 1944 года красноармеец Котов Иван Григорьевич награждён орденом Славы 2-й степени.
За период 12-13 февраля 1945 года Котов провел группу разведчиков в тыл неприятеля в окрестностях города Нове-Замки — Мартош. Прикрывая отход группы, Котов уничтожил около 10 противников, подавил огонь 2 пулеметных точек.
Указом Президиума Верховного Совета СССР от 15 мая 1946 года за исключительное мужество, отвагу и бесстрашие, проявленные на заключительном этапе Великой Отечественной войны в боях с вражескими захватчиками младший сержант Котов Иван Григорьевич награждён орденом Славы 1-й степени. Стал полным кавалером ордена Славы.
После войны продолжал службу в армии. Окончил военное училище, стал офицером. С 1982 года — полковник запаса Котов на пенсии. Жил в городе-герое Москве. Активно участвовал в общественной жизни. Был председателем Клуба героев Северо-восточного административного округа столицы. Участник юбилейного Парада Победы 1995 года.
Скончался 19 ноября 2007 года. Похоронен в Москве на Троекуровском кладбище.
Награждён орденами Отечественной войны 1-й степени, Славы 3-х степеней, медалями.